# Hunderup Kirke
Hunderup Kirke ligger i landsbyen Hunderup, ca. 12 km N for Ribe (Region Syddanmark).
Bag alteret står rigsråd Niels Langes (død 1565) sarkofag.
- Niels Langes sarkofag

## Eksterne kilder og henvisninger
- Wikimedia Commons har flere filer relateret til Hunderup Kirke
- Hunderup Kirke på KortTilKirken.dk
- Hunderup Kirke i bogværket Danmarks Kirker (udg. af Nationalmuseet)